# Xian de Shouning
Le xian de Shouning (寿宁县 ; pinyin : Shòuníng Xiàn) est un district administratif de la province du Fujian en Chine. Il est placé sous la juridiction de la ville-préfecture de Ningde.

## Démographie
La population du district était de 250 058 habitants en 1999.